# ۹۰۸ (میلادی)
۹۰۸ (میلادی) نهصد  و هشتمین سال تقویم میلادی است.

## درگذشتگان
‎